# Zébu ouest africain
Le zébu ouest africain est une appellation générique qui qualifie un animal ayant des phénotypes divers, mais né de croisements entre des bovidés du continent africain ou d'autres venus d'Asie.

## Origine
Diverses théories essaient de transcrire son histoire :
- Création ancienne (3 à 4000 ans) par croisement entre populations autochtones d'afrique de l'est: zébus, bétail à longue cornes et courtes cornes. (Payne et Wilson, 1999 et Henri Lhote, L'Extraordinaire aventure des Peuls[2])
- Migration dans toute l'Afrique saharienne au Ier millénaire av. J.-C. d'un zébu venu d'Égypte. (théorie fondée sur les recherches archéologiques : Muzzolini, 2000) Ce zébu, aurait lentement diffusé ses gènes au fil des croisements, donnant avec le bétail à longues cornes autochtone le rameau Sanga.
- Croisement plus tardif de bovins autochtones africains et de zébus indo-pakistanais amenés dans la corne de l'Afrique par les Arabes. (Éthiopie, Somalie) Cette thèse est appuyée par des recherches sur la génétique moléculaire; (Hanotte et autres, 2002) elle montre une diffusion rapide des gènes de zébus dans les populations autochtones.

Quelle que soit l'époque de leur arrivée en Afrique, les zébus vont trouver un territoire à coloniser, avec des climats pour lesquels ils étaient mieux armés que Bos taurus, leur cousin du proche-orient. La désertification de la vaste zone du Sahel va encore accélérer leur expansion, grâce aux peuples pasteurs de la région. Ils vont ainsi progressivement repousser les bovins anciens vers le Golfe de Guinée. Là, l'humidité et surtout les maladies vont arrêter l'expansion des zébus. Bien évidemment, leur patrimoine génétique n'est plus 100 % zébuin, il contient aussi une proportion variable des gènes de bos taurus. 
Aujourd'hui, on trouve ce groupe racial dans la zone semi aride ou aride allant du Sénégal et de la Mauritanie jusqu'au Soudan.

## Races apparentées
- Azawak
- Djelli
- Fellata
- Gobra
- Maure
- Ngaundere
- Fulani blanc
- Fulani rouge ou M'bororo
- Fulani soudanais
- Shuwa
- Sokoto ou Goudali
- Yoka

## Aptitudes
Ce sont des races spécialement bien acclimatée au climat chaud et sec du Sahel, après plusieurs siècles de sélection naturelle. La sélection humaine est quasi inexistante. 
Ils procurent lait, viande et cuir à leurs éleveurs. La productivité est faible, mais compensée par la taille des troupeaux. En effet, le prestige d'une famille ou d'une tribu se remarque au nombre de ses animaux. Ce système pastoral concerne des peuples nomades (Peuls) inféodés à leur troupeau qu'ils guident vers les pâtures exploitables. 